# Municipio de Brooks
El municipio de Brooks (en inglés: Brooks Township) es un municipio ubicado en el condado de Newaygo en el estado estadounidense de Míchigan. En el año 2010 tenía una población de 3510 habitantes y una densidad poblacional de 39,9 personas por km².

## Geografía
El municipio de Brooks se encuentra ubicado en las coordenadas 43°25′3″N 85°44′2″O / 43.41750, -85.73389. Según la Oficina del Censo de los Estados Unidos, el municipio tiene una superficie total de 87.98 km², de la cual 81.77 km² corresponden a tierra firme y (7.06%) 6.21 km² es agua.

## Demografía
Según el censo de 2010, había 3510 personas residiendo en el municipio de Brooks. La densidad de población era de 39,9 hab./km². De los 3510 habitantes, el municipio de Brooks estaba compuesto por el 94.19% blancos, el 0.31% eran afroamericanos, el 0.68% eran amerindios, el 0.28% eran asiáticos, el 0.14% eran isleños del Pacífico, el 3.16% eran de otras razas y el 1.23% pertenecían a dos o más razas. Del total de la población el 7.24% eran hispanos o latinos de cualquier raza.